# Pedro Antonio Curto
Pedro Antonio Curto Redondo (Zumaya, 1966) Escritor español.

## Biografía
Pedro Antonio Curto es un escritor español que centra los temas de su obra en la violencia y el erotismo. Los personajes de sus novelas y relatos son arrastrados por acontecimientos sociales que se imponen a sus deseos. Éste discípulo confeso de Franz Kafka nació en la localidad guipuzcoana de Zumaya; sin embargo, desde temprana edad su familia se traslada a la ciudad asturiana de Gijón. Sus comienzos literarios fueron en la poesía, luego se dedicó a la narrativa para fijar allí su campo creativo. 
Pedro Antonio Curto ha venido obteniendo, en los últimos años, distintos premios, entre los que se cuentan el de Novela Ciudad Ducal de Loeches y el de Narrativa Antonio Porras de Córdoba, entre otros. Como articulista escribe en el diario El Comercio de Asturias, en la revista literaria Kalepsia y el periódico Irreverentes; ha incursionado con éxito en el cine dirigiendo el cortometraje "Maletango", exhibido en el Festival Internacional de Cine de Gijón. Centra buena parte de su tiempo en el desarrollo del trabajo sociocultural.

## Obra literaria
Entre sus libros publicados están "Crónicas del asfalto" (relatos), "Un grito en la agonía" (novela breve),"Los viajes de Eros" (relatos) y "Los amantes del hotel Tirana" (novela ganadora del Premio Ciudad Ducal de Loeches 2009). También ha sido incluido en importantes antologías como "13 para 21" (España) y "La agonía del Nirvana" (Argentina).

## Premios
- Premio Internacional de periodismo Miguel Hernández (2010)
- Segundo premio de relatos 23 de junio de XEGA (Asturias)
- Segundo premio de relatos Gran Café (Cáceres)
- Segundo premio de relato corto de Taramela (Tenerife)
- Primer premio del XI Certamen de relato corto Tito Simón de El Romeral (Toledo)
- Segundo premio del concurso de relatos Leopoldo Alas "Clarín" de Quintes-Villaviciosa (Asturias)
- Seleccionado en el XXIII concurso de cuentos La Granja (Segovia)
- Mención especial del concurso de relatos cortos "Cándalo" de Abrucena (Huelva)
- Ganador del IV Premio "Ciudad Ducal de Loeches" (Madrid) con la novela "Los amantes del hotel Tirana".